# Bambu Lab
Bambu Lab ( en mandarin : 拓竹; en pinyin: Tuò zhú) est une entreprise de technologie grand public qui conçoit et fabrique des imprimantes 3D. La société est basée à Shenzhen, en Chine, avec des bureaux à Shanghai et à Austin, au Texas. Elle a été fondée en 2020 par une équipe d'ingénieurs de DJI.
Le premier produit de Bambu Lab, la Bambu Lab X1, est une imprimante 3D de bureau lancée sur Kickstarter en 2022. La campagne a permis de récolter 7 millions de dollars, ce qui en fait l'une des campagnes de financement participatif d'imprimantes 3D les plus réussies de tous les temps,. Le magazine Time a nommé la X1 l'une des meilleures inventions de 2022.

## Fondateurs
Bambu Lab a été fondé par quatre ingénieurs mais l'ingénieur principal est le Dr Ye Tao. Le Dr Tao est né et a grandi en Chine et a obtenu un doctorat du département de chimie du MIT. Avant de fonder Bambu Lab, il a travaillé chez DJI où il a expérimenté des imprimantes 3D[réf. nécessaire].

## Critique
Un point de critique concernant les imprimantes 3D de Bambu Lab est leur dépendance au cloud. En août 2023, une panne de Bambu Cloud a provoqué l'impression incontrôlable de certaines imprimantes, voire leur arrêt complet de fonctionnement.
Bien que Bambu Lab ait pris ses responsabilités et promis de nouvelles fonctionnalités de sécurité, les critiques se sont intensifiées en 2025 à la suite de la découverte d'une vulnérabilité de sécurité dans la connexion cloud,. Le fabricant a annoncé que le futur firmware serait équipé d'un mécanisme de protection d'autorisation et d'authentification. Les utilisateurs craignaient que les fonctions de base, telles que l'impression sur le réseau local (LAN), nécessitent une autorisation via le Cloud Bambu et restreignent l'utilisation de slicers tiers,,. Certains craignent que Bambu Lab ait l’intention de forcer les utilisateurs à adopter un modèle de connexion/abonnement au cloud. Louis Rossmann a critiqué Bambu Lab pour avoir restreint rétroactivement les fonctionnalités de l'appareil,.

## Produits

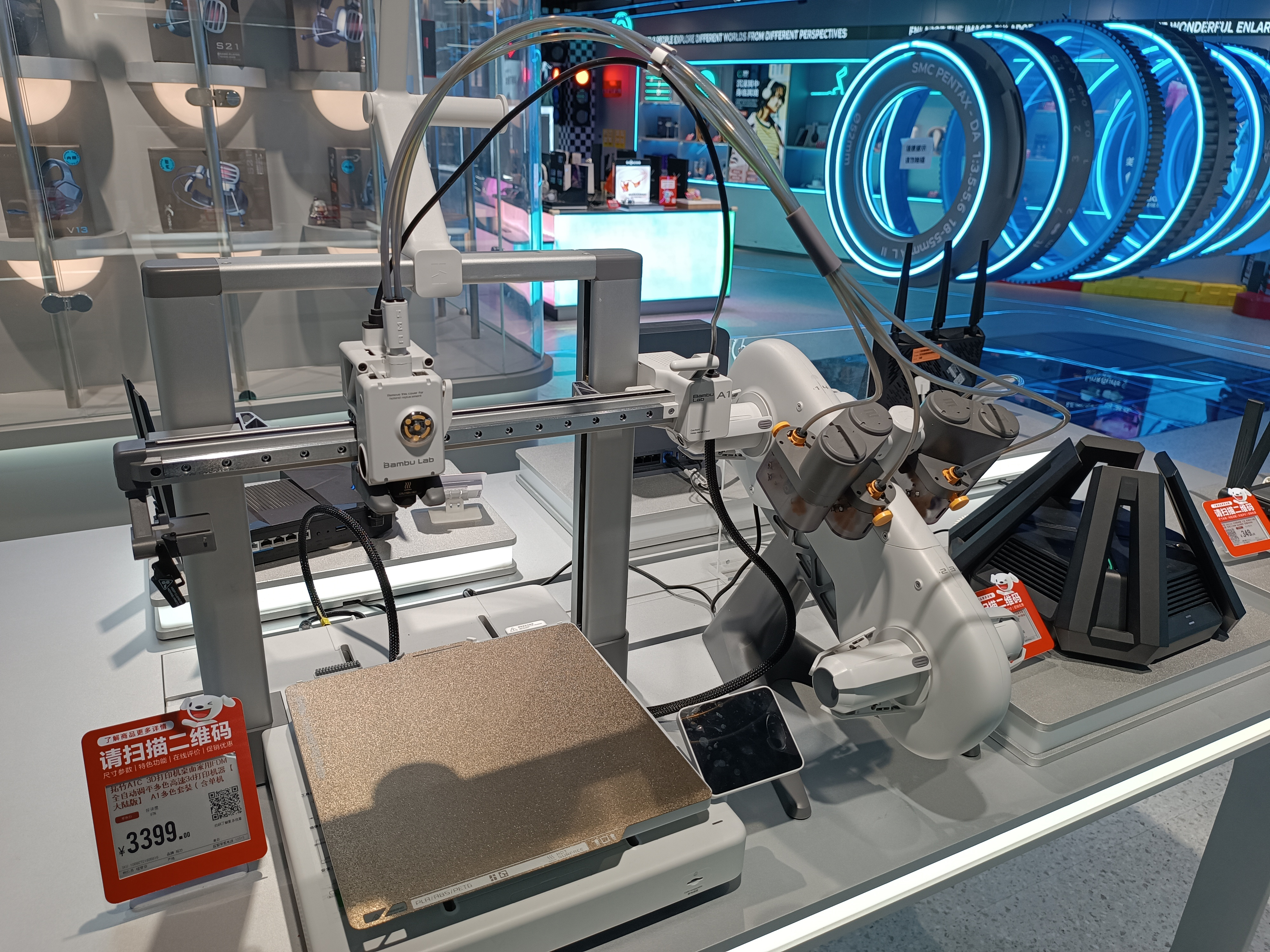
A1 avec an AMS lite

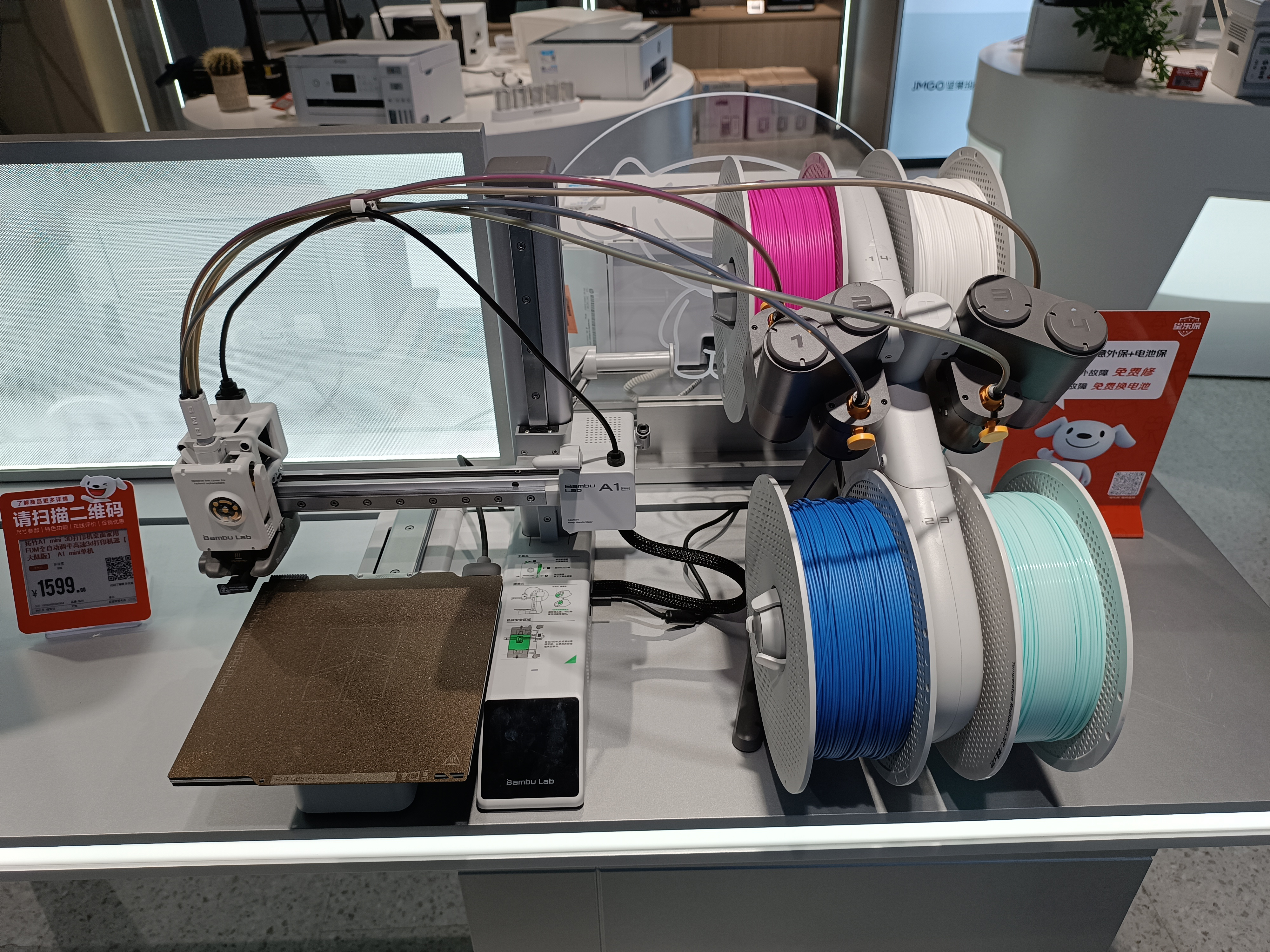
A1 mini A! avec AMS lite

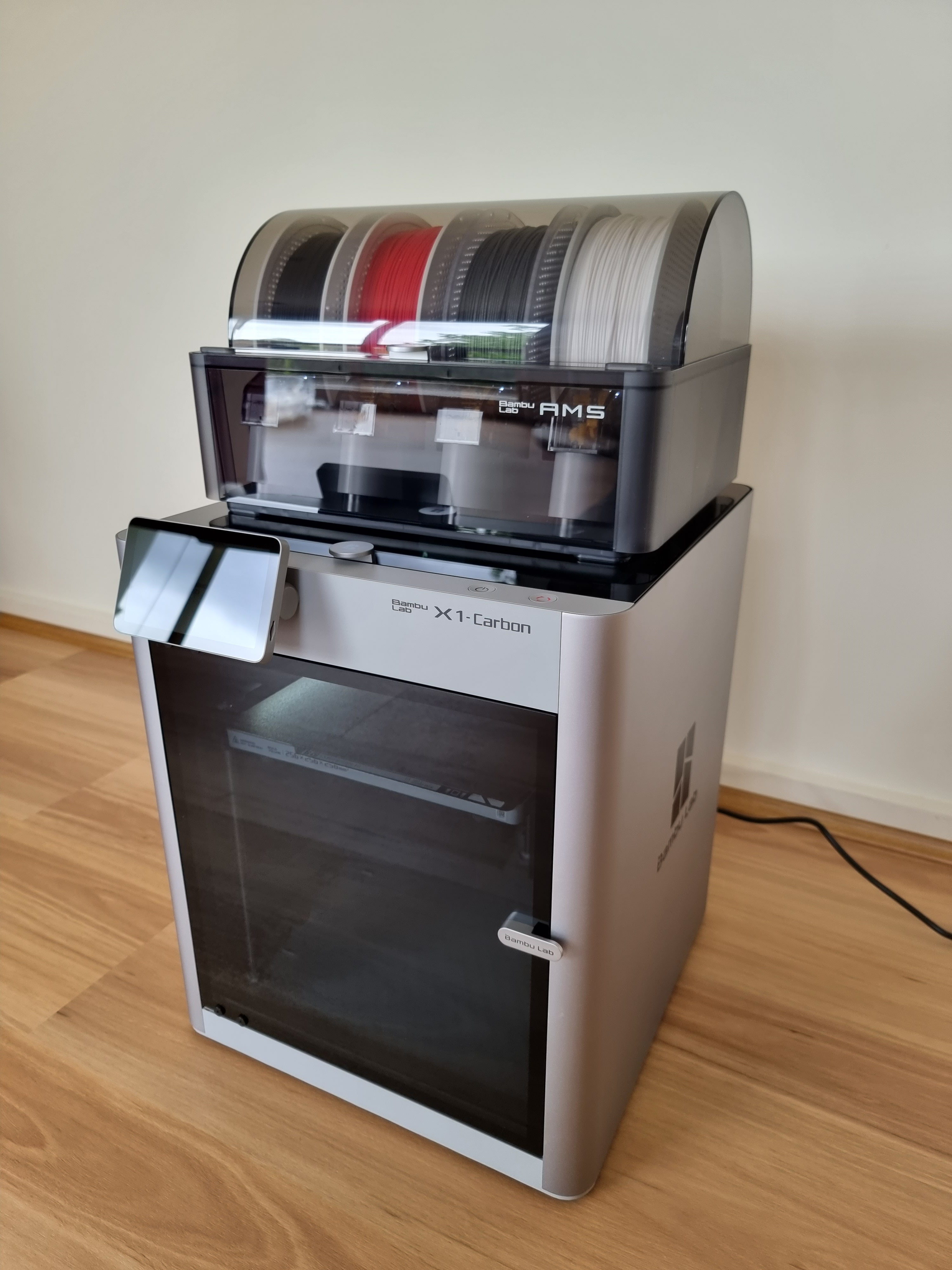
X1 Carbon model avec AMS

L'entreprise fabrique des imprimantes 3D, des filaments et des accessoires à usage personnel, commercial et éducatif. Les principales imprimantes sont :
- A1 - une imprimante de type Prusa i3 pour un usage personnel, qui prend en charge l'impression multicolore via un système de matériaux automatique (AMS) appelé « AMS Lite »[14],[15].
- A1 Mini - une imprimante de style Prusa Mini, donc une version plus petite et moins chère de l'A1, pour les débutants imprimant de petits objets.
- P1S - une imprimante CoreXY à boîtier fermé avec des fonctionnalités avancées pour les professionnels. Son fonctionnement est similaire à celui de l'imprimante X1, avec quelques omissions ou rétrogradations, notamment un écran non tactile, un processeur plus lent, une carte de commande simplifiée et l'absence de scanner LIDAR pour le nivellement automatique du lit et la détection de la première couche. Il prend en charge l'impression multicolore via le système de matériaux automatique (AMS) pleine taille de Bambu Lab
- P1P - une version moins chère et non fermée de la P1S. Bambu Lab a partagé des fichiers via son site Web pour que les utilisateurs puissent imprimer leurs propres panneaux latéraux personnalisables.
- X1 - une imprimante CoreXY avancée avec des fonctionnalités haut de gamme, y compris un scanner lidar intégré, destinée aux professionnels[16]. Produit phare initial de Bambu Lab, il a finalement été abandonné, remplacé par le X1C/X1E pour les utilisateurs haut de gamme (le E représentant le modèle d'entreprise) et le P1S remplissant le rôle d'une machine plus économique.
- X1 Carbon - une itération du X1 livrée avec des fonctionnalités haut de gamme telles qu'une buse renforcée, des engrenages d'extrudeuse renforcés, une filtration HEPA H12 et une filtration des odeurs au charbon actif, ainsi qu'un boîtier en aluminium. Le nom du modèle « Carbone » peut être une référence à sa capacité à imprimer des matériaux à base de composite de carbone grâce à la buse et aux engrenages renforcés, bien que tous les matériaux ne soient pas compatibles en raison de l'absence de chauffage actif de la chambre et d'autres limitations[17].
- X1E - Une version améliorée et adaptée à l'entreprise du X1C, commercialisée pour une utilisation industrielle et éducative, livrée avec des mesures de confidentialité supplémentaires pour les entreprises telles que la prise en charge d'un réseau local entièrement isolé et certaines mises à niveau des performances par rapport au X1C telles qu'un réchauffeur de chambre dédié[2].
- H2D - Une imprimante CoreXY double-extrusion intégrant en option un module laser pour la découpe/gravure laser, un module de découpe numérique et un module de dessin au stylo. L'ambition de la marque est de créer une "plateforme de fabrication personnalisée tout-en-un"[18], permettant de tout créer avec une seule et même machine.